# سفارة روسيا البيضاء في فرنسا
سفارة روسيا البيضاء في فرنسا هي أرفع تمثيل دبلوماسي لدولة روسيا البيضاء لدى فرنسا. تقع السفارة في وهي تهدف لتعزيز المصالح البيلاروسية في فرنسا.

## وصلات خارجية
- الموقع الرسمي
- قائمة سفارات روسيا البيضاء
- قائمة السفارات في فرنسا